# Роща (Путивльский район)
Роща (укр. Роща) — село,
Вязенский сельский совет,
Путивльский район,
Сумская область,
Украина.
Код КОАТУУ — 5923882306. Население по переписи 2001 года составляло 59 человек .

## Географическое положение
Село Роща находится на правом берегу реки Клевень,
выше по течению на расстоянии в 2 км расположено село Ховзовка,
ниже по течению на расстоянии в 2 км расположено село Вязенка,
на противоположном берегу — село Вегеровка.
Рядом проходит автомобильная дорога Т-1908.